# Ko Mi-jong
Ko Mi-jong (korejsky 고미영, 3. března 1967 – 11. července 2009) byla jihokorejská horolezkyně. Jejím spolulezcem byl Kim Džä-su. Společně dokázali vystoupit v roce 2009 během 70 dnů na čtyři osmitisícovky: Makalu, Kančendžengu, Dhaulágirí a Nanga Parbat. Při sestupu z poslední z nich Nanga Parbatu Ko Mi-jong upadla a zabila se. Za čtyři roky dokázala vystoupit na jedenáct osmitisícovek a je dodnes jednou z nejúspěšnějších himálajských horolezkyň.

## Úspěšné výstupy na osmitisícovky
- 2006 Čo Oju (8201 m n. m.)
- 2007 Mount Everest (8849 m n. m.)
- 2007 Broad Peak (8047 m n. m.)
- 2007 Šiša Pangma (8013 m n. m.)
- 2008 Lhoce (8516 m n. m.)
- 2008 K2 (8611 m n. m.)
- 2008 Manáslu (8163 m n. m.)
- 2009 Makalu (8465 m n. m.)
- 2009 Kančendženga (8586 m n. m.)
- 2009 Dhaulágirí (8167 m n. m.)
- 2009 Nanga Parbat (8125 m n. m.)